# A Cartoonist's Nightmare
Pour plus de détails, voir Fiche technique et Distribution.
A Cartoonist's Nightmare est un cartoon, réalisé par Jack King et sorti en 1935, qui met en scène Beans le chat dans son tout premier film solo. Il met en scène un dessinateur est victime des méchants qu'il a lui-même dessinés. C'est à Beans de sauver la situation.

## Synopsis
C'est l'heure de fermeture d'un studio d'animation et tous les membres du personnel l'appellent un jour. Pendant ce temps, un animateur choisit de poursuivre son travail tandis qu'un gardien veille. Dans son dessin, il esquisse une scène de donjon où Beans le Chat rencontre une Bête. Lassé de travailler plusieurs heures en continu, l'animateur décide de faire une petite sieste. Avant de terminer la session, il dresse une barricade en acier entre les deux personnages pour empêcher le méchant d'atteindre Beans. Soudain, la Bête prend vie et l'attire dans le dessin. Il emporte l'animateur, se dirigeant quelque part au-delà de la scène.
Choqué et terrifié, l'animateur tente en vain de se dégager de son étreinte. Il est ensuite amené dans une chambre mystique où des portraits peints de divers méchants sont affichés sur les murs. Les méchants se trouvaient être les créations de l'animateur ainsi que celles de ses collègues. Eux aussi prennent vie et ressortent de leurs illustrations. Pour se venger de la façon dont lui et d'autres dessinateurs les ont maîtrisés à la fin de chaque film, les méchants donnent un crayon à l'animateur et le forcent à dessiner une fosse profonde dans le sol où ils le jettent à l'intérieur. En tombant, l'animateur s'accroche à une branche, essayant d'éviter d'être dévoré par le crocodile au fond.
De retour sur les lieux encore en cours d'élaboration, Beans se tient toujours derrière la barricade, attendant avec ennui que son artiste revienne. Juste à ce moment, Little Kitty vient vers lui, offrant une boîte à lunch. Beans attend de la nourriture mais est un peu surpris de trouver une scie dans le pain. Il l'utilise pour se frayer un chemin hors de la clôture métallique. Se libérant enfin, il fait le tour pour retrouver son animateur.
En un rien de temps, Beans trouve la chambre où son animateur est tourmenté. Pour intervenir, il lance une botte sur le vilain, attirant les méchants alors qu'ils tentent de le capturer. Beans parvient à les perdre d'une manière ou d'une autre lorsqu'il revient sur place pour sauver l'homme en difficulté. L'animateur reçoit alors un crayon de Beans et dessine une échelle pour sortir de la fosse. Lorsque les méchants reviennent, Beans fait gicler de la graisse d'un pistolet graisseur entre l'entrée de la pièce et la fosse. Les méchants glissent sur le désordre de graisse et tombent dans le trou, à l'exception de la Bête, qui tente de s'échapper du trou, mais est frappé par l'animateur en colère. Pour les vaincre définitivement, l'animateur supprime le trou avec une gomme. Beans et l'animateur se serrent la main pour un travail bien fait.
Il s'avère que ce que l'animateur a traversé n'était qu'un rêve, car il est réveillé par le gardien. À son grand soulagement, il trouve le dessin sur son bureau inchangé. Ne voulant pas rappeler son expérience, l'animateur efface le méchant et la barricade en acier, ne laissant que Beans sur la photo. En guise de récompense à son ami, il dessine un plateau avec de la glace sur le dessus pour que Beans le mange.

## Fiche technique
- Titre : A Cartoonist's Nightmare
- Réalisation : Jack King
- Scénario : Melvin Millar (non crédité)
- Animations : Don Williams (en) et Paul J. Smith
- Montage : Treg Brown
- Musique : Bernard B. Brown et Norman Spencer (en)
- Production : Leon Schlesinger
- Société de production : Warner Bros. Cartoons
- Sociétés de distribution : Warner Bros. et Vitaphone
- Pays de production :  États-Unis
- Langue originale : Anglais
- Format : Noir et blanc - 1,37:1 - Mono
- Genre : Cartoon
- Durée : 7 minutes
- Date de sortie : 21 septembre 1935

## Distribution
- Billy Bletcher : La Bête / Vieil Homme / Méchants
- Tommy Bond (en) : Beans (non crédité)
- Jack Carr : Le dessinateur (non crédité)
- Harry Stanton : Méchant qui chante (non crédité)

## Personnages
- One Punch Otto (pieuvre) vient de Mr. and Mrs. Is the Name
- La Bête vient de La Belle et la Bête
- Le Docteur Fou vient de Buddy the Detective

## Chanson
- Titre : Teddy Bears' Picnic
- Compositeur : John W. Bratton (en)
- Arrangeur : Bernard B. Brown
- Paroles originales de : Jimmy Kennedy
- Paroles modifiées par : Melvin Millar
- Chantée par : Billy Bletcher et Harry Stanton
- Paroles :

You've beaten us out of our break till now 

And always make us the chumps

You're on the spot

We want you and how,

You'll get some terrible bumps!

In every picture we are the goat,

We got you now, it's our turn to gloat!

The tables have turned,

And now you're in out clutches!

We are creations from your pen,

It's in your hands, we lie.

You've always managed for us to sin, 

Now by your own hands you'll die!

We'll make you draw a very deep pit, 

And into it, we'll see that you fit!

The tables have turned, 

And now you are in our clutches!
Tu nous as fait perdre notre temps jusqu'à présent 

Et nous fait toujours passer pour des idiots

Tu es sur la sellette

Nous te voulons et comment,

Tu auras de terribles bosses !

Sur chaque photo, nous sommes les meilleurs,

On t'a eu maintenant, c'est notre tour de jubiler !

C'est notre tour,

Maintenant tu es entre nos griffes !

Nous sommes les créations de ta plume,

C'est entre tes mains que nous reposons.

Tu réussis toujours à nous faire pécher, 

Maintenant, de tes propres mains, tu vas mourir !

Nous te ferons dessiner une fosse très profonde, 

Et nous ferons en sorte que tu y entres !

Les rôles sont inversés, 

Et maintenant tu es dans nos griffes !

## Analyse
Selon l'historien de l'animation Michael Samerdyke, certains dessins animés classiques d'Hollywood des années 1930 sont "trop effrayants pour les enfants" et A Cartoonist's Nightmare en fait partie. Il trouve que c'est un dessin animé "très inventif" et intéressant. Samerdyke note que Beans le Chat était déjà apparu dans Je n'ai pas de chapeau (1935) en tant que petit chaton coriace. A Cartoonist's Nightmare place Beans dans le rôle d'un héros. Cela donne "un beau moment héroïque" pour un personnage avec une carrière cinématographique plutôt brève. Beans ne restera pas longtemps au sein du casting des personnages de Warner Bros. Cartoons.
Pour Samerdyke, le méchant principal du court métrage ressemble plus à un gorille. Le reste des méchants semble résider dans le département des méchants du studio. Ils chantent leur propre chanson vilaine : "Les rôles sont inversés et maintenant vous êtes entre nos griffes". Il est chanté sur l'air de « The Teddy Bears' Picnic » (1907). Les méchants prévoient de se débarrasser du dessinateur anonyme, tandis que Beans vient à la rescousse. Beans est en fait en train de sauver son propre créateur. Le dessinateur le récompense en dessinant une glace et en laissant le chat en profiter.
Le décor du film est un studio de dessin animé. Samerdyke note que le bâtiment est représenté dans un état de délabrement sévère. Cela ressemble un peu à une prison. Samerdyke spécule que ces éléments du film pourraient refléter les conditions de travail réelles des animateurs employés par Leon Schlesinger. Le film présente des interactions entre un dessinateur et un personnage de dessin animé vivant et sensible (Beans). De cette façon, il ressemble (et préfigure) Faut savoir ce qu'on veut (1953) et Qui veut la peau de Roger Rabbit (1988).
Terry Lindvall et Matthew Melton ont inscrit ce film dans une analyse des dessins animés réflexifs, ceux dont le récit révèle quelque chose sur l'art de l'animation et du cinéma. Les scénaristes trouvent que A Cartoonist's Nightmare dresse clairement un portrait de ce que les animateurs pensent de leur métier. Les premières scènes sont révélatrices. Les scènes du personnel quittant l'animation ressemblent à des fous quittant un asile. La femme du dessinateur tente de l'éloigner de son travail et échoue. Il est obsessionnellement dévoué à son travail et prétend qu'il doit "finir ce soir". Il finit par s'endormir devant sa propre planche à dessin.
Le dessinateur est entraîné dans le dessin animé par un méchant personnage de sa propre création. Lindvall et Melton trouvent que cette scène ressemble à un segment de La Quatrième Dimension (film) (1983), "It's a Good Life" réalisé par Joe Dante. Dans ce segment, un personnage d'action réelle est incarcéré dans un programme télévisé de dessin animé. Alors que le méchant (décrit comme un "monstre poilu" par les scénaristes), traîne le caricaturiste captif dans les couloirs du studio, diverses sections sont vues. Parmi eux un département gag, un département histoire, un département musique. Les méchants du dessin animé occupent leur propre section semblable à un donjon.
En ce qui concerne la représentation des autres méchants, chacun s'est vu attribuer un numéro qui lui est propre. Par exemple, "Battling Barney" est n°20 et "Dirty Dan" est n°130. Ces personnages auraient été créés par le dessinateur, produits de son imagination. Et ils ont des raisons de lui en vouloir. Ils lui chantent : « C'est notre tour. Maintenant tu es entre nos griffes ! Nous sommes des créations de ta plume, c'est entre tes mains que nous reposons ; tu réussis toujours à nous faire pécher, maintenant de ta propre main tu meurs. Les personnages reprochent à leur créateur de leur avoir fait commettre des péchés. Ils semblent prétendre qu'ils ne sont pas intrinsèquement mauvais, ils ont été dessinés de cette façon. Un sentiment repris dans un autre film de Jessica Rabbit.

## Médias
- Looney Tunes Golden Collection : Volume 6 (en) : DVD 3
- Looney Tunes: Spotlight Collection: Volume 6 (en) : DVD 2